# Système iemoto

Le système iemoto (家元制度, iemoto seido) est le modèle d'organisation familiale des arts traditionnels japonais, comme l'ikebana, le théâtre nô, le chanoyu ou le go.

## Description
L'iemoto (家元) est la personne qui transmet les enseignements et les méthodes d'une école en tant que chef d'une lignée de maîtres. Le terme iemoto, est composé du mot ie (家) et du mot moto (元, « origine/fondation »). Ce terme fait généralement référence au fondateur, successeur et chef de lignée dans une école d'un art traditionnel.
Le titre de iemoto est héréditaire. Il se transmet par lignée directe, mais l'adoption est aussi une pratique courante. Comme il ne peut exister qu'un seul iemoto à la fois, la création de différentes « maisons », de différentes « lignées », est un phénomène courant. Ce modèle familial est accentué par l'utilisation du même nom par les descendants. Ainsi parmi les quatre maisons de go (les grandes écoles de go), le nom d'Inoue Inseki a été utilisé à de nombreuses reprises et à différentes époques par les iemoto.
L'iemoto a une grande autorité. Ainsi, pour enseigner l'un des arts traditionnels japonais qu'est l'ikebana, il est obligatoire d'obtenir une licence (menkyô) auprès d'un iemoto. De plus, l'iemoto est le seul à pouvoir fournir cette licence. Celles-ci sont classées par rang et, à chaque rang supérieur, il faut en acheter une nouvelle. Les plus hauts rangs peuvent valoir plusieurs millions de yens. En retour, les professeurs font payer les certificats, les noms de scène et leurs prestations.
Les jeunes professeurs, qui développent l'enseignement d'une école en établissant des branches sous l'autorité directe de l'iemoto, sont nommés natori (名取り). On peut parler parfois de système iemoto-natori.
Le système iemoto est donc caractérisé par une relation élève-maître, une structure hiérarchique et l’autorité suprême de l'iemoto.

## Origine du terme
Le terme iemoto trouverait son origine dans une école de musique de la période Heian (794-1185).
Cependant, le véritable usage du terme iemoto (ou soke) est apparu durant le XVIIIe siècle, à l'ère Edo (1603-1868), en référence aux principales lignées familiales ayant autorité sur des guildes commerciales ou aux personnes ayant reçu une initiation complète en étant devenu le chef d'une lignée.
Le concept de « système iemoto » a été forgé par l'historien Matsunosuke Nishiyama dans l'après-guerre, pour décrire les structures sociales associées au contrôle familial exclusif et aux réseaux d'instructeurs. Il a vu dans ce système une caractéristique unique du féodalisme japonais dont l'influence sur les arts traditionnels se fait sentir jusqu'à aujourd'hui.

## Les grandes lignées

### Les lignées du go
Durant l'âge d'or du go, il y avait quatre grandes écoles de go, les Quatre Familles : Hon'inbō, Hayashi, Inoue et Yasui ; il leur était associé trois écoles mineures : Sakaguchi, Hattori et Mizutani.
Dans l'histoire du go, l'école Hon'inbō est l'une des plus célèbres. Le tournoi de go le plus vieux et le plus prestigieux au monde est ainsi le tournoi Hon'inbō.

### Les lignées dusadō
Les trois lignées principales sont Omotesenke, Urasenke et Mushakoujisenke.

### Les lignées d'ikebana
Il existe plusieurs milliers d'écoles d'ikebana au Japon, les trois principales étant Ikenobo, Ohara et Sogetsu.

## Le système d'iemotode nos jours
Comme de moins en moins de Japonais pratiquent les arts traditionnels, il est de bon ton dans la presse anglophone de parler du traditionnel système iemoto comme une organisation rigide, coûteuse, relevant du népotisme, de l'autoritarisme et foncièrement anti-démocratique. Cette même presse met généralement en exergue des tentatives indépendantes qui se sont révélées infructueuses, comme celle de Hiroaki Kikuoka, musicien de shamisen, qui créa, hors du système iemoto, un système présidentiel pour son groupe de musique de style nagauta.
La musicienne de koto Michiyo Yagi est un autre exemple, plus récent, de ces musiciens qui refusent le système traditionnel de l'iemoto pour expérimenter leur propre musique. Inspirée par des artistes américains, Michiyo Yagi ne joue pas du koto de manière traditionnelle, elle préfère frapper les cordes. Ainsi un magazine britannique de musique classique lui a décerné le titre peu glorieux de Koto Basher (« démolisseuse de koto »).
Originellement, le système iemoto ne s'appliquait ni au kabuki ni au bunraku. De nos jours, certains acteurs de kabuki ont tenté de le faire revivre.